# 비대칭 디지털 가입자 회선
ADSL(Asymmetric Digital Subscriber Line, 비대칭 디지털 가입자 회선)은 DSL의 한 형식으로, 구리 전화선을 통해 전통적인 보이스밴드 모뎀보다 데이터를 더 빠르게 전송하도록 도와 주는 데이터 통신 기술이다. SDSL과의 차이를 보면, SDSL은 데이터 업로드 속도와 다운로드 속도가 똑같은 데 반해 (대칭형), ADSL은 언제나 업로드 속도가 다운로드 속도보다 느리다. (비대칭형)

## 역사
1988년 미국의 벨코어가 주문형 비디오(VOD)의 상용화 서비스를 위해 개발한 기술이다. 그러나 VOD의 상용화가 진척되지 않아 ADSL도 크게 부각되지 못하였다. ADSL에 대한 관심이 다시 일기 시작한 것은 1995년 인터넷 붐과 함께 통신속도가 문제가 되면서부터이다.

## 전송 프로토콜
ADSL은 세 가지 TPS-TC(Transmission protocol-specific transmission convergence) 계층을 정의한다.
- STM (동기 전송 모듈)
- 비동기 전송 방식 (ATM)
- 패킷 전송 방식 (ADSL2부터)

가정에서 널리 쓰이는 전송 프로토콜은 ATM이다.

## ADSL 표준

일반 ADSL 표준을 위한 주파수 계획

| 버전   | 표준 이름                | 일반 이름          | 다운스트림 속도 | 업스트림 속도 | 승인 시기 |
| ------ | ------------------------ | ------------------ | --------------- | ------------- | --------- |
| ADSL   | ANSI T1.413-1998 Issue 2 | ADSL               | 8.0 Mbit/초     | 1.0 Mbit/초   | 1998      |
| ADSL   | ITU G.992.1              | ADSL (G.DMT)       | 12.0 Mbit/초    | 1.3 Mbit/초   | 1999-07   |
| ADSL   | ITU G.992.1 Annex A      | ADSL over POTS     | 12.0 Mbit/초    | 1.3 Mbit/초   | 2001      |
| ADSL   | ITU G.992.1 Annex B      | ADSL over ISDN     | 12.0 Mbit/초    | 1.8 Mbit/초   | 2005      |
| ADSL   | ITU G.992.2              | ADSL Lite (G.Lite) | 1.5 Mbit/초     | 0.5 Mbit/초   | 1999-07   |
| ADSL2  | ITU G.992.3              | ADSL2              | 12.0 Mbit/초    | 1.3 Mbit/초   | 2002-07   |
| ADSL2  | ITU G.992.3 Annex J      | ADSL2              | 12.0 Mbit/초    | 3.5 Mbit/초   |           |
| ADSL2  | ITU G.992.3 Annex L      | RE-ADSL2           | 5.0 Mbit/초     | 0.8 Mbit/초   |           |
| ADSL2  | ITU G.992.4              | splitterless ADSL2 | 1.5 Mbit/초     | 0.5 Mbit/초   | 2002-07   |
| ADSL2+ | ITU G.992.5              | ADSL2+             | 20.0 Mbit/초    | 1.1 Mbit/초   | 2003-05   |
| ADSL2+ | ITU G.992.5 Annex M      | ADSL2+M            | 24.0 Mbit/초    | 3.3 Mbit/초   | 2008      |

## 같이 보기
- DSL: 디지털 가입자 회선
- RADSL

## 참조
1. ↑  “Recommendation ITU-T G.992.3 - Asymmetric digital subscriber line transceivers 2 (ADSL2)”. 《SERIES G: TRANSMISSION SYSTEMS AND MEDIA, DIGITAL SYSTEMS AND NETWORKS Digital sections and digital line system – Access networks》. Telecommunication standardization sector of ITU. 04/2009. 11 April 2012에 확인함.